# Mazingo (Alasa Talu Muzoi)
Mazingo is een bestuurslaag in het regentschap Nias Utara van de provincie Noord-Sumatra, Indonesië. Mazingo telt 849 inwoners (volkstelling 2010).